# Пак, Валентин
Валентин Пак, неофициальное отчество — Васильевич (6 марта 1923 года, село Николаевка, Ольгинский уезд, Приморская губерния, Дальневосточный край — 6 января 1993 года) — звеньевой колхоза имени Свердлова Верхне-Чирчикского района Ташкентской области, Узбекская ССР. Герой Социалистического Труда (1951).

## Биография
Родился в 1923 году в крестьянской семье в селе Николаевка Ольгинского уезда Приморского края.
В 1937 году депортирован на спецпоселение в Ташкентскую область, Узбекская ССР. С 1937 года трудился рядовым колхозником в колхозе имени Свердлова Верхне-Чирчикского района. В 1940 году окончил 9 классов местной средней школы. С 1942 года — участник трудового фронта на предприятии в городе Бегават Ташкентской области. В 1945 году возвратился в колхоз имени Свердлова, где трудился рядовым колхозником, звеньевым, бригадиром полеводческой и позднее — кормодобывающей бригады на молочно-товарной ферме.
В 1950 году звено Валентина Пака собрало в среднем по 115,8 центнеров зеленцового стебля кенафа с каждого гектара на участке площадью 9,1 гектаров. Указом Президиума Верховного Совета СССР от 22 мая 1951 года удостоен звания Героя Социалистического Труда с вручением ордена Ленина и золотой медали «Серп и Молот».
Работал в колхозе имени Свердлова до выхода на пенсию в 1989 году. Персональный пенсионер союзного значения.
Скончался в январе 1993 года. Похоронен на кладбище бывшего колхоза имени Свердлова (сегодня — фермерское хозяйства имени Ахмеда Ясави Юкарычирчикского района).
Награды
- Герой Социалистического Труда
- Орден Ленина
- Медаль «За доблестный труд в Великой Отечественной войне 1941—1945 гг.»